# El Manguito, Guerrero
El Manguito är en ort i Mexiko.   Den ligger i kommunen Atlamajalcingo del Monte och delstaten Guerrero, i den sydöstra delen av landet, 250 km söder om huvudstaden Mexico City. El Manguito ligger 1 513 meter över havet och antalet invånare är 171.
Terrängen runt El Manguito är kuperad söderut, men norrut är den bergig. El Manguito ligger nere i en dal. Runt El Manguito är det ganska tätbefolkat, med 65 invånare per kvadratkilometer. Närmaste större samhälle är Malinaltepec, 9,3 km nordväst om El Manguito. I omgivningarna runt El Manguito växer huvudsakligen savannskog.